# カムレール
カムレール（Camrail）は、カメルーンの鉄道会社。旧カメルーン国鉄であり、カメルーン国内のすべての鉄道路線を運営する。本社はドゥアラにある。全線非電化単線で、軌間は1000mmである。1999年に民営化が行われ、フランスのボロレ社の支援を受けるサガ社が運営権を獲得した。
路線はカメルーン最大都市であるドゥアラを基点としており、ドゥアラから首都ヤウンデまでの中央線、ヤウンデから北部のンガウンデレまで延びる北線を総称してトランスカメルーン鉄道と呼び、カムレールの幹線となっている。中央線のオテレからムバルマヨまで短い支線がある。また、ドゥアラから北のクンバへと延びる路線を西線と呼ぶ。西線は途中のムバンガからンコングサンバまで延びる路線が本線であるが、現在修復中である。全長は両線合わせて1104kmである。
現カムレールの路線は1905年に建設が始まり、1911年にまず西線が、次いで中央線が1927年に全通した。カメルーン独立後、北部開発のため北線の建設が始まり、1974年に全通した。
保有車両数は機関車が50両、客車及び貨車が1299両である。